# Banshra
Banshra (o Bansra) è una suddivisione dell'India, classificata come census town, di 5.128 abitanti, situata nel distretto di Bardhaman, nello stato federato del Bengala Occidentale. In base al numero di abitanti la città rientra nella classe V (da 5.000 a 9.999 persone).

## Geografia fisica
La città è situata a 23° 38' 19 N e 87° 07' 47 E.

## Società

### Evoluzione demografica
Al censimento del 2001 la popolazione di Banshra assommava a 5.128 persone, delle quali 2.841 maschi e 2.287 femmine. I bambini di età inferiore o uguale ai sei anni assommavano a 627, dei quali 346 maschi e 281 femmine. Infine, coloro che erano in grado di saper almeno leggere e scrivere erano 3.071, dei quali 1.943 maschi e 1.128 femmine.